# Etana
Etana (sumer dis en-te-na lugal-e lú bi-in-e-de, középasszír me-ta-na) Kis város királya volt valamikor az i. e. 3. évezred első felében. A sumer királylista szerint Arvium utódja és Balih elődje. „Etana, a népek pásztora, aki az égbe is feljutott, aki minden országban szilárddá tette hatalmát, 1560 évig uralkodott” a vízözön utáni első királyságban. Etana alakja köré legendás történetek szövődtek, és az i. e. 2. évezred elején akkád nyelvű eposzt költöttek róla. Etana valódi személyéről, történetileg hiteles cselekedeteiről semmit sem tudunk, nincsen olyan korabeli feliratos emlék, amely nevét őrizné.

## Az Etana-eposz
Az Etana-eposz akkád epikus irodalmi mű. Eredeti címe Ala isziru iláni („Várost terveztek az istenek”). A hagyomány szerint a mű szerzője Lu-Nanna, a hét bölcs egyike volt, aki azonban valószínűleg csak fiktív személy. Több változata maradt fenn. Az eredeti akkád nem ismert, egy óbabiloni, és középasszír és két újasszír fogalmazvány alapján rekonstruálható, de nem hiánytalanul. Az uruki epikus ciklus – amelynek része a híres Gilgames-eposz hatással lehetett megírására.

### Cselekménye

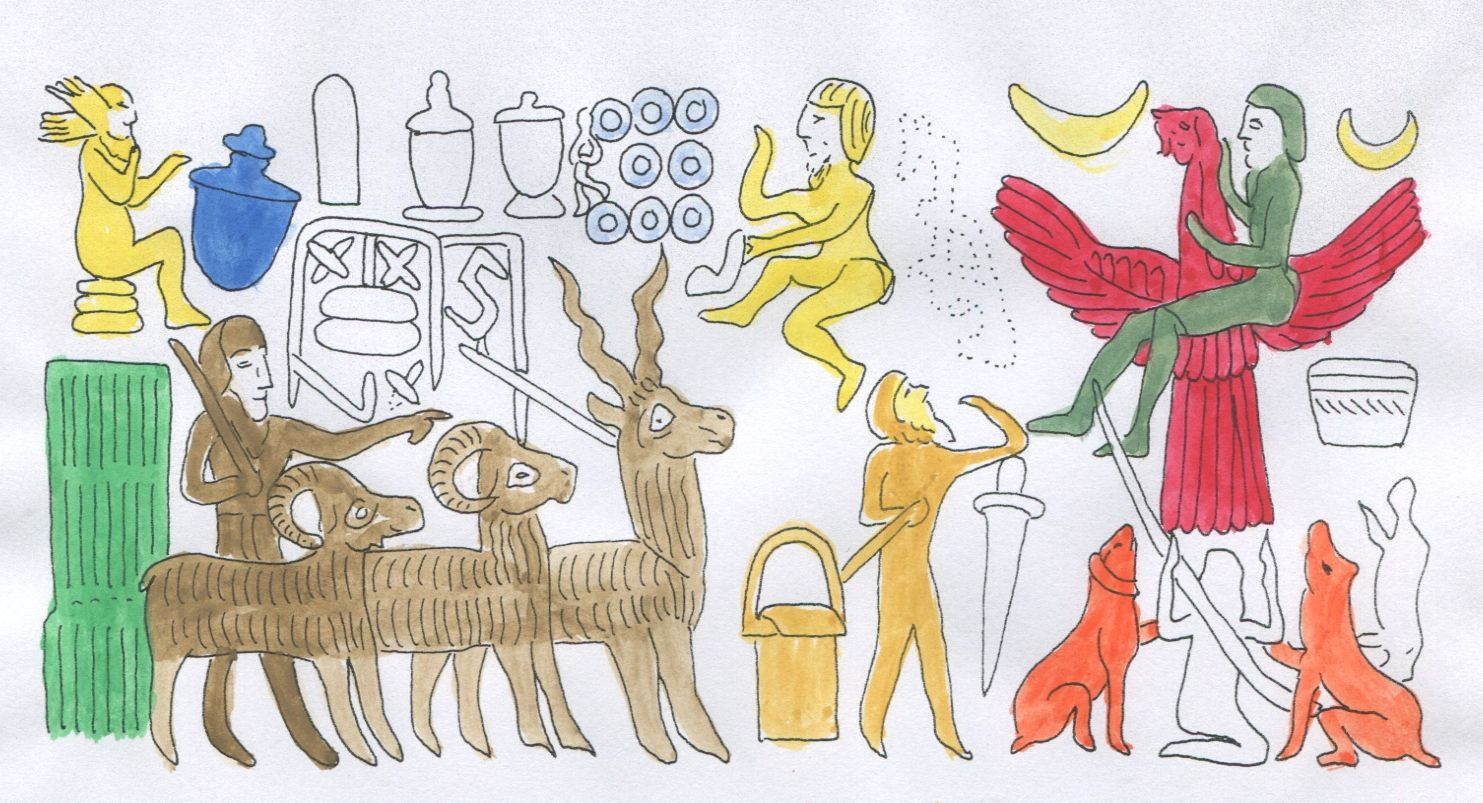
Etana égberagadási jelenete sumer kori pecséthengeren.

Az eposz először a Királyság égi eredetét meséli el. A történet szerint a sorsteremtő Annunakik előbb megteremtették a négy világtájat és ők szereztek "törvényt, jogot, szokást", majd végül is az istenek elhatározták, hogy uralkodót adnak az embereknek, így Etanát megtették királynak. Az eposznak ez a része tehát a királyi hatalom isteni eredetét hiteti.
Ezt követően az eposz a kígyó és a keselyű barátságát mondja el. A két élőlény örök barátságot fogad egymásnak és megesküsznek, hogy egymás kicsinyeire vigyáznak, amíg egyikük vadászik, a másik nem bántja azokat. Ha pedig valamelyikük megszegné szavát, akkor Samas napisten átka érje utol.
Egy ideig mindketten be is tartották szavukat, a sas és a kígyó felváltva vadászott, a zsákmányból pedig a kicsinyeiknek is jutott. A sas fiókái a hústól hamar megerősödtek és elhagyták fészküket. A sasnak ezt követően az a gondolata támadt, hogy megeszi a kígyó gyermekeit. Az egyik fia figyelmeztette őt, hogy ne tegye ezt, mert Samas átka utoléri, de a sas nem hallgatott a fiára és amikor a kígyó vadászaton volt, elragadta és felfalta a kígyó gyermekeit.
A kígyó mikor hazatért és meglátta kicsinyei maradványait, Samashoz fohászkodott igazságért. Az isten azt tanácsolta neki, hogy keljen át a hegyen és ott majd megtalálja egy vadszamár tetemét. Abban rejtőzzön el, majd amikor a keselyű a fiaival leszáll, hogy egyen a vadszamár húsából, törje el a szárnyait, tépje ki az evezőtollait és dobja egy mély verembe, hogy ott pusztuljon étlen.
A kígyó átkelt a hegyen, belefúrta magát a vadszamár tetemébe és várt. A sas csakugyan arra repült fiaival és megkívánta a vadszamár húsát. Az egyik fia ismét figyelmeztette, hogy ne szálljanak le a tetemhez, de nem hallgatott rá, leszállt és mohón enni kezdett. A kígyó ekkor rátámadt és a sas hiába rimánkodott, a kígyó eltörte a szárnyait, kitépte evezőtollát, majd egy mély verembe dobta.
A sas naponta könyörgött Samshoz kegyelemért, de Samas nem volt hajlandó segíteni neki. Végül azonban mégis megkönyörült és megígérte neki, hogy egy embert küld a segítségére. Ekkor jelenik meg Etana, aki korábban naponta Samas-hoz fordult segítségért, mivel nem született fia. Samas felszólítja, hogy keljen át a hegyen, keresse meg a keselyűt, majd húzza ki a veremből és gyógyítsa meg, akkor az segíteni fog neki, a biztos nemzés füvének megszerzésében. Ez a fű megszünteti majd Etana feleségének meddőségét. Etana követte Samas utasítását és meggyógyította a sast, aki felrepítette Etanát Istár istennő trónszékéig, ahol a „szülés füve” termett, de azt hímoroszlánok őrizték.
Az eposz további része nem maradt fenn, a töredékekből csak annyi állapítható meg, hogy Etana és a keselyű lezuhantak az égből de más művekben fellelhető utalások szerint Etana megszerezte a biztos nemzés füvét és fia született, Balih aki a sumér királylista adatai szerint 500 (más források szerint 410) évig uralkodott. Az 1970-es években talált néhány töredék alapján már bizonyos, hogy az eposznak nem tragikus, hanem kedvező befejezése volt. Korábban megoszlott az assziriológusok véleménye arról, hogy hogyan fejeződött be a történet.

## Irodalmi stílusa
Az eposzköltészet e darabja a heroikus küzdelmet vegyíti az tanmesékkel. Etana örököst szeretne magának, amelyhez Samas segítségét kéri, majd hősként megszerzi a kívánt dolgot. Eközben a sas és a kígyó története az ezópuszi állatmesékkel rokoníthatóan a cselekedetek következményeiről szól.  A Gilgames-eposz egyik részében Gilgames az örök élet füvét keresi, itt a meddőséget megszüntető isteni növény a cél.
Az eposzt valószínűleg a már meglévő eredeti állatmese felhasználásával írták. A mese vége a sas büntetése lehetett, amikor a feneketlen gödörbe vetik a kígyó álnok hitszegéséért. Itt jön hozzá az Etana-motívum, amikor Etana meggyógyítja a sast, hogy a segítségével feljuthasson Istárhoz.